# سفارة باكستان في البحرين
سفارة باكستان في البحرين هي البعثة الدبلوماسية لباكستان لدى مملكة البحرين. تقع السفارة في فيلا رقم 720 شارع رقم 6015 في مجمع رقم 360 بقرية الزنج في العاصمة المنامة.
جاويد مالك هو سفير باكستان الحالي إلى البحرين.

## الخدمات القنصلية
السفارة دبلوماسيا تمثل المصالح الباكستانية في البحرين وتوفر الخدمات للمغتربين الباكستانيين في البلاد الذين يبلغ عددهم 100 ألف شخص. تشمل الخدمات القنصلية الأساسية المقدمة أحكام التأشيرات وخدمات جوازات السفر ووثيقة التصديق وبطاقة الهوية ووثائق المواطنة وغيرها من الأعمال الورقية. جناح الرعاية المجتمعية وجناح بطاقة الهوية الوطنية للباكستانيين في الخارج وجناح الشتات الباكستاني والجناح التجاري هي أجزاء من مهام السفارة. تعمل البعثة من الأحد إلى الخميس وتبقى مغلقة يومي الجمعة والسبت. يساعد السفير السكرتير الثاني والمستشار وغيرهم من موظفي السفارة.